# Pentàgon regular
En geometria, un pentàgon regular és un pentàgon convex els cinc costats del qual tenen la mateixa longitud i, per tant, els seus cinc angles interns són idèntics. És construïble amb regle i compàs.